# David D. Wipf
David D. Wipf (* 4. August 1872 in Hutterthal, Russisches Kaiserreich; † 7. Januar 1919 in Parkston, South Dakota, Vereinigte Staaten) war ein US-amerikanischer Bankier, Großgrundbesitzer und Politiker (Republikanische Partei).

## Werdegang
David D. Wipf, Sohn von David Wipf (* 5. Februar 1846) und seiner Ehefrau Katharina (1854–1911), geborene Stahl, wurde während der Regierungszeit von Zar Alexander II. in dem heute nicht mehr existierenden Dorf Hutterthal (Gouvernement Taurien) geboren. Seine ersten Lebensjahre verbrachte er dort. Am 19. Juni 1879 verließ die Familie Wipf ihr Dorf, um in die Vereinigten Staaten auszuwandern. Nach ihrer Ankunft zog sie in das Dakota-Territorium und erreichte am 8. Juli 1879 Yankton (Yankton County). Sein Vater sicherte sich das südöstliche Quarter der Section 12, Township 99, Range 57, was damals noch Teil vom heute nicht mehr existierenden Armstrong County war und heute Teil vom Hutchinson County ist. Er baute dort ein Haus auf dem Gehöft und verblieb dort bis zum 31. März 1909, als er mit seiner Ehefrau nach Wells County (North Dakota) zog und sich erneut auf einer Farm niederließ. David Wipf war ein erfolgreicher Geschäftsmann und sicherte jedem seiner Kinder einen guten Start in ihr Leben. Bei seiner Ankunft in den Vereinigten Staaten besaß er praktisch gar nichts bis auf 610 Dollar. Durch seine entschlossene Tatkraft, Zielstrebigkeit und Fähigkeiten kam er schließlich zu Wohlstand und zählte zu den reichsten Männern in seiner Gemeinde.
David D. Wipf besuchte eine Gemeinschaftsschule. Seine Jugend war von der Arbeit auf der Farm, dem Schulunterricht und dem Getreideeinkauf bestimmt. Wipf hat sich beruflich nach oben gearbeitet und verfolgte dann wichtige kommerzielle, finanzielle und landwirtschaftliche Geschäfte. Am 12. Januar 1909 wurde er in den Vorstand der First National Bank of Parkston gewählt und im selben Jahr wurde er als Kassierer bei dem Geldinstitut ausgewählt – ein Posten, welchen er bis zum 8. September 1910 innehatte. Zu diesem Zeitpunkt wurde der Vorstand reorganisiert und Wipf zu deren Präsident ausgewählt. In seiner neuen Funktion widmete er sich der Weiterentwicklung und dem Aufbau der Bank sowie der Stammkundschaft und der Geschäftsbeziehungen. Wipf war ein Großaktionär der First Bank of Parkston, besaß aber auch ein Aktienpaket an der Menno Lumber Company und war Großgrundbesitzer von 24 Quarter Sections (6 Quadratmeilen) Land, vier im Sully County und eine im Butte County (South Dakota), zwei im Crook County (Wyoming) und 17 im Duchesne County (Utah).
Neben seinen Geschäftsinteressen setzte er sich für das Wohl der Allgemeinheit und seiner Mitbürgern ein. In diesem Zusammenhang bekleidete er im Jahr 1893 unter C.P. Hirsch, in den Jahren 1895 und 1896 unter Samuel Klaudt, und im Jahr 1897 unter Jacob Haisch jeweils den Posten als Deputy County Assessor. Vom 1. März 1897 bis zum 1. Januar 1901 war er unter Christian Buechler und vom zuletzt genannten Datum bis zum 1. März 1901 unter J.M. Schaefer als Deputy County Treasurer tätig. Bei den Wahlen im November 1900 wurde er zum County Auditor gewählt. Am 1. März 1901 trat er seinen neuen Posten an und bekleidete diesen bis zu seinem Rücktritt am 28. Dezember 1904. Bei den Wahlen im November 1904 wurde er zum Secretary of State von South Dakota gewählt. Wipf hielt den Posten vom 3. Januar 1905 bis zum 5. Januar 1909. Am 8. September 1909 ernannte ihn Präsident William Howard Taft zum Supervisor of Census for the First Supervisors' District of South Dakota. Bei der Volkszählung zwischen dem 15. April und dem 15. Juni 1910 beaufsichtigte er 450 Zähler in vielen Bezirken. Die Vorbereitungen für die 13. Volkszählung begannen im September 1909. Die Arbeit wurde am 21. Dezember 1910 abgeschlossen. Der First Supervisors' District of South Dakota bestand aus allem Staatsgebiet östlich des Missouri Rivers und es lebten dort 443.272 Personen. Als aktiver Republikaner war er ein Befürworter einer progressiven Politik und Prinzipien.
Am 1. Juni 1891 heiratete er in Freeman (Dakota-Territorium) Miss Katharina Wipf, Tochter von Joseph und Katharina Wipf. Sie wurde in Johannesruh (Gouvernement Taurien), einem Nachbardorf von Hutterthal, am 31. Dezember 1870 geboren. Ihre Mutter starb dort im Jahr 1871. Nach deren Tod heiratete ihr Vater erneut und ließ sich in der Folgezeit mit seiner Familie in dem Teil vom Armstrong County nieder, welcher heute Teil vom Hutchinson County ist. Später zog er mit seiner Familie nach Spink County (South Dakota), wo er sich auf einer Farm niederließ. David D. Wipf bekam mit seiner Ehefrau Katharina einen Sohn namens John D. Wipf (1895–1941).
Wipf war ein Mennonit. Er gehörte vielen Verbindungen an: Scotland Lodge Nr. 52 (Ancient Free and Accepted Masons), Scotland Chapter No. 31 (Royal Arch Masonry), Oriental Consistory No. 1, Valley of Yankton, in welchem er den 32. Grad erreichte, und Menno Camp No. 3071 (M. W. A.).